# Denise Lambrecht
Denise Jeanne Octavie Janovtchik, geboren Lambrecht (Calais, 25 februari 1916 – Londen, 28 november 2005) was een Belgische verzetsvrouw.

## Leven
Lambrecht werd in Calais geboren als dochter van een Oost-Vlaamse vader. Ze belandde tijdens de Tweede Wereldoorlog in Brussel, waar ze werkte voor Winterhulp. Door toedoen van Roger Van Praag zegde ze in april 1943 haar werk op om clandestien aan de slag te gaan voor het Onafhankelijkheidsfront. Aanvankelijk hielp ze mensen die zich onttrokken aan de verplichte tewerkstelling met hun papieren. Na Van Praags arrestatie in april 1944 vervoegde ze de afdeling van het Joods Verdedigingscomité die kinderen verborg. Haar taak was onderduikadressen te vinden.
Na de oorlog werd ze in België erkend als burgerlijk weerstander. Ze trouwde met de ingenieur Viatcheslaw Ianovtchik en migreerde in 1948 naar Londen.